# Дурко, Жольт
Жольт Ду́рко (венг. Durkó Zsolt; 10 апреля 1934, Сегед, Венгрия — 2 апреля 1997, Будапешт, Венгрия) — венгерский композитор.

## Биография
Учился в Музыкальной академии Ференца Листа у Ференца Фаркаша и Гоффредо Петрасси. В своих сочинениях соединял элементы вербункоша с интонациями народных плачей, сочетая их с сонорикой и алеаторикой. Писал музыку для кинематографа.

## Сочинения
- кантата для оркестра «Эпизоды на тему BACH» / Episodi sul tema B–A–C–H (1963)
- «Венгерская рапсодия» для 2 кларнетов и оркестра / Una rapsodia ungherese (Magyar rapszódia) (1964)
- «Альтамира» для камерного хора и оркестра / Altamira (1968)
- оратория «Надгробная речь» / Halotti beszéd (1972)
- опера «Моисей» / Mózes (1977, Будапешт)
- Концерт для фортепиано с оркестром (1981)
- кантата «Орнаменты» / Ornamenti No. 1 (1984)
- кантата «Орнаменты» / Ornamenti No. 2 (1985)
- 2 струнных квартета

## Награды
- 1968 — Премия имени Ференца Эркеля
- 1975 — Премия имени Ференца Эркеля
- 1975 — 1-я премия на Международной трибуне композиторов ЮНЕСКО (Tribune Int. des Compositeurs, Париж)
- 1978 — Премия имени Кошута
- 1983 — Заслуженный артист ВНР
- 1985 — Премия имени Белы Бартока и Диты Пастори
- 1997 — Премия имени Белы Бартока и Диты Пастори